# روبان آبی
روبان آبی یک باریکه پارچه‌ای آبی رنگ، یا شکلی نمادین از روبانی آبی است که بسته به موقعیت استفاده، معانی نمادین و آگاهی دهنده دارد و معمولاً بر روی لباس نصب می‌شود. مهم‌ترین کاربرد آن برای حقوق کودکان و مبارزه با کودک آزاری است.
- کمپین روبان آبی در بهار سال ۱۹۸۹ در آمریکا پایه‌گذاری شد. در آن زمان بانی فینی برای گرامی‌داشت یاد نوه سه ساله‌اش، مایکل دیکینسون که توسط پدر ناشایست‌اش به قتل رسید، یک روبان آبی‌رنگ به آنتن ماشینش می‌بست. رنگ آبی نشانه کبودی‌های بدن کودک بود.
- در کانادا و ژاپن به عنوان نماد آگاهی دهنده کمپین‌های ضدِ دخانیات و ضدِ تنباکو به کار می‌رود.